# Уилсон, Джон Дж. Б.
Джон Дж. Б. Уи́лсон (англ. John J. B. Wilson; род. 24 мая 1954, Чикаго, Иллинойс) — американский копирайтер, публицист и кинокритик, окончивший факультет кино и телевидения Калифорнийского университета в Лос-Анджелесе.
Уилсон — сооснователь антипремии «Золотая малина», вручаемая за худшие проявления в киноиндустрии. В 1981 году, приглашая друзей на званный ужин по случаю вручения премии «Оскар», он предложил им провести импровизационную премию худших фильмов 1981 года.
В том же году, газета Los Angeles Daily News освещала проведение первой церемонии, которая прошла 31 марта 1981 года, в номинации худший фильм победил кинофильм «Музыку не остановить» (посвященной группе Village People). В 1982 году интерес к премии увеличился, премия 1984 года информационно освещалась каналом CNN и двумя местными газетами. В 2005 году была опубликована его книга The Official Razzie Movie Guide (ISBN 0-446-69334-0).

## Ранние годы
Джон Уилсон родился 24 мая 1954 года и вырос в городе Чикаго, штат Иллинойс. В 9 лет его семья переехала в город Санта-Моника, штат Калифорния.
Уилсон отмечал, что его родители выросли в годы Великой депрессии и «фильмы много значили для него». В юности он прогуливал школу чтобы посмотреть вручение премии «Оскар». Он окончил факультет кино и телевидения Калифорнийского университета в Лос-Анджелесе.
После окончания колледжа он руководил театром Театр Фокс в Уэствуд-Вилледж. Работал над маркетингом фильмов и копирайтером на Кинофестивале в Лос-Анджелесе, просматривал около 200 фильмов в год.